# Apanisagrion
Apanisagrion is een geslacht van libellen (Odonata) uit de familie van de waterjuffers (Coenagrionidae).

## Soorten
Apanisagrion omvat 1 soort:
- Apanisagrion lais (Brauer in Selys, 1876)